# Takwin
Takwin ( em árabe: تكوين  ) era um objetivo de certos alquimistas muçulmanos, principalmente Jabir ibne Haiane. No contexto alquímico, takwin refere-se à criação de vida sintética em laboratório, incluindo a vida humana. Se Jabir significou que esse objetivo seja interpretado literalmente é desconhecido. 
Jabir declara em seu Livro das Pedras (4:12) que "O objetivo é confundir e levar ao erro todos, exceto aqueles a quem Deus ama e provê!" O Livro das Pedras foi deliberadamente escrito em um código altamente esotérico, para que apenas aqueles que haviam sido iniciados em sua escola alquímica pudessem entendê-los. Portanto, é difícil, na melhor das hipóteses, para o leitor moderno discernir quais aspectos do trabalho de Jabir devem ser lidos como símbolos (e o que esses símbolos significam) e o que deve ser tomado literalmente. 
Kathleen Malone O´Connor escreve: 

A partir da perspectiva êmica do alquimista, o ato de Takwin era uma emulação dos divinos poderes criativos e vivificantes de Gênesis e Ressurreição e bateu as forças físicas e espirituais na natureza. Ao mesmo tempo, foi um ato através do qual o alquimista interiormente foi transformado e purificado, uma regeneração espiritual. Tal ato destaca a inter-relação criativa e muitas vezes desconfortável da magia e da ciência islâmicas com a revelação e tradição islâmicas.